# Asonance
Ne doit pas être confondu avec Assonance.
Asonance est un groupe tchèque créé en 1976.

## Membres du groupe
- Jan Lašťovička - (1976- )
- František Korecký - (1976, 1979-1994)
- Milan Štěrba - (1976-1990, 1993- )
- Pavel Lašťovička - (1976-1987, 1993)
- Denisa Vondráčková - (1977- )
- Eva Schneiderová - (1977-1980)
- Blanka Lašťovičková - (1978- )
- Renata Bělorová - (1981)
- Petr Vacek - (1979-1984, 1993- )
- Yveta Kasalická - (1982-1983)
- Jan Hugo - (1982-1985)
- Vendula Hugová - (1983-1985)
- Veronika Glyknerová - (1985)
- Jan Ráb - (1982- )
- Jiří Nohel - (1985-1990)
- Alena Chvátalová - (1985-1986)
- Marta Nollová - (1985- )
- Roman Slaboch - (1984- )
- Hana Horká, - (1985- 2022)
- Luboš Pick - (1987- )
- Mirko Rokyta - (1989- )
- Bohouš Sýkora - (1996- )

## Discographie
| Année | Titre originel         | Titre international |
| ----- | ---------------------- | ------------------- |
| 1992  | Dva havrani            | The Two Corbies     |
| 1994  | Duše mé lásky          | The Lover's Soul    |
| 1995  | Asonance 1&2           | Asonance 1&2        |
| 1996  | Čarodějnice z Amesbury | Susanna Martin      |
| 1997  | Má pravá láska         | As I Roved Out      |
| 1998  | Asonance Live          | Asonance Live       |
| 2000  | Alison Gross           | Alison Gross        |
| 2003  | Vzdálené ostrovy       | Na Hu O Ho          |
| 2006  | Jestřáb                | Coisich a Ruin      |
| 2010  | Království Keltů       | Canan Nan Gaidheal  |